# Marina Inoue
Marina Inoue (井上 麻里奈?, Inoue Marina; Tokyo, 20 gennaio 1985) è una doppiatrice e cantante giapponese.
È sotto contratto con la divisione della Sony Music Entertainment Japan denominata Aniplex. Come doppiatrice è invece membro dell'agenzia Sigma Seven.
Marina Inoue ha debuttato come doppiatrice e cantante dopo essere stata scelta fra duemila candidate nelle audizioni per "Gonna be a star" (condotte dalla Sony Music Entertainment Japan) per il ruolo della protagonista dell'OAV Le Portrait de Petit Cossette.

## Doppiaggio

### Anime
- Buddy Complex (Anessa Rossetti)
- Beyblade Burst (Valt Aoi)
- Gakuen Alice (Misaki Harada)
- Tactics (Rosalie)
- Tsukuyomi: Moon Phase (Kōhei Morioka (bambina))
- Yakitate!! Japan (Kanmuri Shigeru)
- Ginban Kaleidoscope (Mika Honjō)
- Hell Girl (Kaoruko Kurushima)
- The Law of Ueki (diversi ruoli minori)
- 009-1 (Mia Connery (009-7))
- D.Gray-man (Elda)
- Kiba (Rebecca)
- Nerima Daikon Brothers (Karakuri Yukika e altri)
- Zegapain (Minato)
- Baccano! (Eve Genoard)
- Bakugan - Battle Brawlers (Akira, Ryo, Jewls/Nae, Komba, Rabeeder/Shire)
- El Cazador de la Bruja (Lirio)
- Gakuen Utopia Manabi Straight! (Mutsuki Uehara)[1]
- Getsumen To Heiki Mina (Mina Tsukuda, Mina Tsukishiro)[1]
- Highschool of the Dead (Rei Miyamoto)
- Hayate the Combat Butler (Wataru Tachibana, Shion Kuresato)[1]
- Mahō shōjo Lyrical Nanoha Strikers (Erio Mondial)
- Minami-ke (Kana Minami)
- Mushi-Uta (Kasuou)
- Moetan (Shizuku)
- Ōkiku Furikabutte (Ruri Mihashi)
- Sayonara Zetsubō-sensei (Chiri Kitsu)
- Shakugan no Shana Second (Pheles)
- Suteki Tantei Labyrinth (Rakuta Koga)
- Tengen Toppa Gurren Lagann (Yoko Littner)[1]
- Verso la Terra... (Seki Leigh Shiroei)
- Akaneiro ni somaru saka (Tsukasa Kiryu)
- Amatsuki (Tsuruume)
- Kyōran Kazoku Nikki (Madara)
- Minami-ke: Okawari (Kana Minami)
- Sekirei (Tsukiumi)
- Someday's Dreamers: Summer Skies (Honomi Asagi)
- Skip-Beat! (Kyōko Mogami)
- Toshokan sensō (Iku Kasahara)
- Zoku Sayonara Zetsubō Sensei (Chiri Kitsu)
- Minami-ke: Okaeri (Kana Minami)
- Maria Holic (Matsurika Shinōji)
- Umineko no naku koro ni (Jessica Ushiromiya)
- Valkyria Chronicles (Alicia Melchiott)
- Date A Live (Tohka Yatogami)
- Hayate the Combat Butler 2 stagione (Wataru Tachibana)
- Sayonara Zetsubō-sensei (Chiri Kitsu)
- Kämpfer (Natsuru Senō)
- Cobra the Animation (Ellis Lloyd)
- Uragiri - Il tradimento conosce il mio nome (Touko Murasame)
- Sekirei: Pure Engagement (Tsukiumi)
- Tensou Sentai Goseiger (Metal Alice)
- Owarimonogatari (Sodachi Oikura)
- Yumeiro Pâtissière (Francoise)
- MAJOR (Sophia Reed)
- Marvel Anime: Iron Man (Aki)
- Hagure yūsha no estetica (Haruka Nanase)[4]
- Oniichan no Koto Nanka Zenzen Suki Janain Dakara ne!! (Iroha Tsuchiura)[5]
- Nōrin (Minori Nakazawa)[6]
- Freezing (Chiffon Fairchild)
- IS (Infinite Stratos) (Laura Bodewig)
- Rio: Rainbow Gate! (Rio Tachibana)
- Smile Pretty Cure! (Nao Midorikawa/Cure March)
- Eiga Pretty Cure All Stars New Stage - Mirai no tomodachi (Nao Midorikawa/Cure March)
- Eiga Smile Pretty Cure! - Ehon no naka wa minna chiguhagu! (Nao Midorikawa/Cure March)
- Eiga Pretty Cure All Stars New Stage 2 - Kokoro no tomodachi (Nao Midorikawa/Cure March)
- Eiga Pretty Cure All Stars New Stage 3 - Eien no tomodachi (Nao Midorikawa/Cure March)
- Eiga HUGtto! Pretty Cure Futari wa Pretty Cure - All Stars Memories (Nao Midorikawa/Cure March)
- L'attacco dei giganti (Armin Arlert)
- Rinne (Sakura Mamiya)
- Laid-Back Camp (Sakura Kagamihara)
- Super Dragon Ball Heroes (Ágios)
- Chainsaw Man (Denji (bambino))
- Jujutsu kaisen 0 - Il film, Jujutsu kaisen - Sorcery Fight (Mai Zen'in)
- Sailor Moon Cosmos (Seiya Kou/Sailor Star Fighter)
- RWBY: Ice Queendom (Whitley Schnee)
- Bleach: Thousand-Year Blood War (Jugram Haschwalth (bambino))
- Pluto (Dr. Roosevelt)
- Bullet/Bullet (Gear)

### OAV
- Kite Liberator (Monaka Noguchi)
- Le Portrait de Petit Cossette (Cossette d'Auvergne)
- Negima: Ala Alba (Kotaro Inugami)
- Tokyo Marble Chocolate (Miki)
- Goku Sayonara Zetsubou Sensei (Chiri Kitsu)
- Hayate the Combat Butler (Wataru Tachibana)

### Videogiochi
- Date A Live: Rinne Utopia (Tohka Yatogami)
- Angel Profile (Teresa)
- Arcana Heart 2 (Petra Johanna Lagerkvist)
- Arcana Heart 3 (Petra Johanna Lagerkvist)
- Blue Dragon (Shu)
- Catherine: Full Body (Voce DLC per Catherine)
- Code of Princess (Solange Blanchefleur de Lux)
- Dead or Alive Paradise (Rio Rollins Tachibana)
- Dragon Quest Heroes: L'albero del mondo e le radici del male (Bianca)
- Dragon Quest Rivals (Bianca)
- Freedom Wars (Sylvia Anastasi)
- Gakuen Utopia Manabi Straight! Kirakira Happy Festa (Mutsuki Uehara)
- Girls Frontline (OTs-14)
- Getsumen To Heiki Mina -Futatsu no Project M- (Tsukuda Mina, Tsukishiro Mina)
- Goddess of Victory: Nikke (Helm)
- Granado Espada (Japanese version) (Calypso/Calyce)
- Granblue Fantasy (Azrael e Israfel, Christina, Morrigna, Armin Arlert)
- Hayate no Gotoku! Boku ga Romio de Romio ga Boku de (Wataru Tachibana)
- Itadaki Street: Dragon Quest and Final Fantasy 30th Anniversary (Bianca)
- Jujutsu Kaisen Cursed Clash (Mai Zen'in)
- Lufia: Curse of the Sinistrals (Selan)
- No More Heroes: Heroes' Paradise (Sylvia Christel)
- No More Heroes III (Sylvia Christel, Jeane Touchdown)
- Persona 3 Portable (Kotone Shiomi)
- Persona Q2: New Cinema Labyrinth (Kotone Shiomi)
- Phoenix Wright: Ace Attorney - Spirit of Justice (Ema Skye)
- Pokken Tournament (Nia)
- River City Girls 2 (Marian)
- Senran Kagura: New Wave (Sōji)
- Senran Kagura: Peach Beach Splash (Sōji)
- Shinobi Master Senran Kagura: New Link (Sōji)
- Shin Megami Tensei IV (Hikaru/Lucifero)
- Sorairo no Organ (Floria)
- So Ra No Wo To: Otome no Quintet (Kyrie Kuon)
- Steal Princess (Anis)
- Street Fighter X Tekken (Christie Monteiro)
- Super Robot Wars Z2: Destruction Chapter (Yoko Littner)
- Super Robot Wars Z2: Rebirth Chaper (Yoko Littner)
- Super Robot Wars Z3: Hell Chapter (Yoko Littner)
- Super Robot Wars Z3: Heaven Chapter (Yoko Littner)
- Super Robot Wars V (Sabina Rechnio)
- Super Robot Wars X (Anessa Rossetti, Yoko Littner)
- Tales of Graces (Kohaku Hearts, Turtlez, Dark Turtlez)
- Tales of Hearts R (Kohaku Hearts)
- Tales of VS. (Kohak Hearts)
- Tales of Zestiria (Turtlez)
- Tales of Berseria (Turtlez)
- Tales of the Rays (Kohaku Hearts)
- Tales of Crestoria (Kohaku Hearts)
- The Hundred Line: Last Defense Academy (Hiruko Shizuhara)
- Valkyrie of the Battlefield: Gallian Chronicles (Alicia Melchiot)
- Warriors All-Stars (Rio Rollins Tachibana)
- Zenless Zone Zero (Zhu Yuan)
- Smile Pretty Cure! Let's Go! Märchen World (Nao Midorikawa/Cure March)

### Ruoli di doppiaggio
- Sonic - Il film (Maddie Wachowski (Tika Sumpter)
- Sonic 2 - Il film (Maddie Wachowski (Tika Sumpter)
- Sonic 3 - Il film (Maddie Wachowski (Tika Sumpter)

## Discografia
- 2004 - Hōseki (宝石?)
- 2005 - Energy
- 2007 - Beautiful Story (ビューティフル・ストーリー)?)